# Піски рудні
Піски рудні (рос. пески рудные, англ. black sands, нім. Erzsande m pl) — продуктивний пласт розсипного родовища, в якому міститься значна кількість корисної копалини. Піски складаються з гальки та піску, зцементовані глиною. Розподіл корисної копалини у пласті нерівномірний. По вертикалі найбільша концентрація металу частіше за все спостерігається у нижній частині пласта біля контакту з плотом (див. пліт розсипища), у верхній частині вміст металу значно знижується. Піски рудні розрізняють за домінуючим корисним компонентом, наприклад, піски магнетитові, золотоносні тощо.
Піски магнетитові — піски, що складаються головним чином з магнетиту та ільменіту. Спостерігаються на морських пляжах. Бідна залізна руда. Легко збагачується магнітними методами.
Піски золотоносні — пухка, переважно піщана порода розсипів. Піски розсипів.